# Hepatit C
Hepatit C är en infektion som primärt drabbar levern. Sjukdomen orsakas av hepatit C-viruset (HCV). Hepatit C ger ofta inga symptom, men en kronisk infektion kan leda till ärrbildning i levern och efter många år till skrumplever. I vissa fall har patienter med skrumplever också leversvikt, levercancer, eller mycket svullna vener i matstrupen och magen, vilket kan leda till att man förblöder.
Människor får hepatit C huvudsakligen via blodkontakt från intravenös droganvändning, osteril medicinsk utrustning och blodtransfusioner. Uppskattningsvis 130–170 miljoner människor världen över har hepatit C. Forskare började studera HCV på 1970-talet och år 1989 bekräftades det att det existerar. Såvitt man vet orsakar det inte sjukdom hos andra djur.
Peginterferon och ribavirin är standardmediciner mot HCV. Mellan 50 och 80 % av de som får behandling botas. Patienter som utvecklar skrumplever eller levercancer kan behöva en levertransplantation, men viruset kommer vanligtvis tillbaka efter en transplantation. Det finns inget vaccin mot hepatit C.
2007 upptäcktes läkemedlet Sofosbuvir, som kan bota människor smittade med HCV. Det botar cirka 97 % av patienterna, beroende på vilken typ av HCV som är involverat. Det är dock dyrt, en tremånadersbehandling med läkemedlet kostar 360 000 kronor, och inte alla svenska landsting erbjuder än så länge Sofosbuvir.
Oktober 2020 meddelades att Harvey J. Alter, Charles M. Rice och Michael Houghton kommer att tilldelas Nobelpriset i medicin för upptäckten av Hepatit C-viruset. 

## Tecken och symptom
Hepatit C ger bara upphov till akuta symptom i 15 % av fallen. Symptomen är oftast lindriga och vaga, som minskad aptit, trötthet, illamående, värk i muskler eller leder samt viktminskning. Endast få fall av akut infektion leder till gulsot. Infektionen försvinner utan behandling hos 10-50 % av patienterna och oftare hos unga kvinnor än hos andra.

### Kronisk infektion
Åttio procent av de som exponeras för viruset utvecklar en kronisk infektion. De flesta upplever mycket lindriga eller inga symptom under de första decennierna som de bär på infektionen,  även om kronisk hepatit C kan orsaka trötthet. Hepatit C är den primära orsaken till skrumplever och levercancer hos patienter som haft infektionen under många år. Mellan 10 och 30 % av de som haft infektionen i över 30 år utvecklar skrumplever. Skrumplever är vanligare hos patienter som också är infekterade av hepatit B eller HIV, alkoholister och män. Patienter som utvecklar skrumplever har tjugo gånger högre risk att få levercancer; en frekvens på 1–3 % per år. Hos alkoholister är risken 100 gånger högre. Hepatit C orsakar 27 % av skrumpleverfallen och 25 % av levercancerfallen.
Skrumplever kan leda till högt blodtryck i de vener som ansluter till levern, vätskeansamling i buken, att blåmärken eller blödningar lätt uppstår, förstorade vener (i synnerhet i magen och matstrupen), gulsot (huden blir gulaktig) och hjärnskador.

### Effekter utanför levern
Hepatit C kopplas också i sällsynta fall ihop med Sjögrens syndrom (en autoimmun sjukdom), färre blodplättar än normalt, kronisk hudsjukdom, diabetes och non-Hodgkins lymfom.

## Orsak

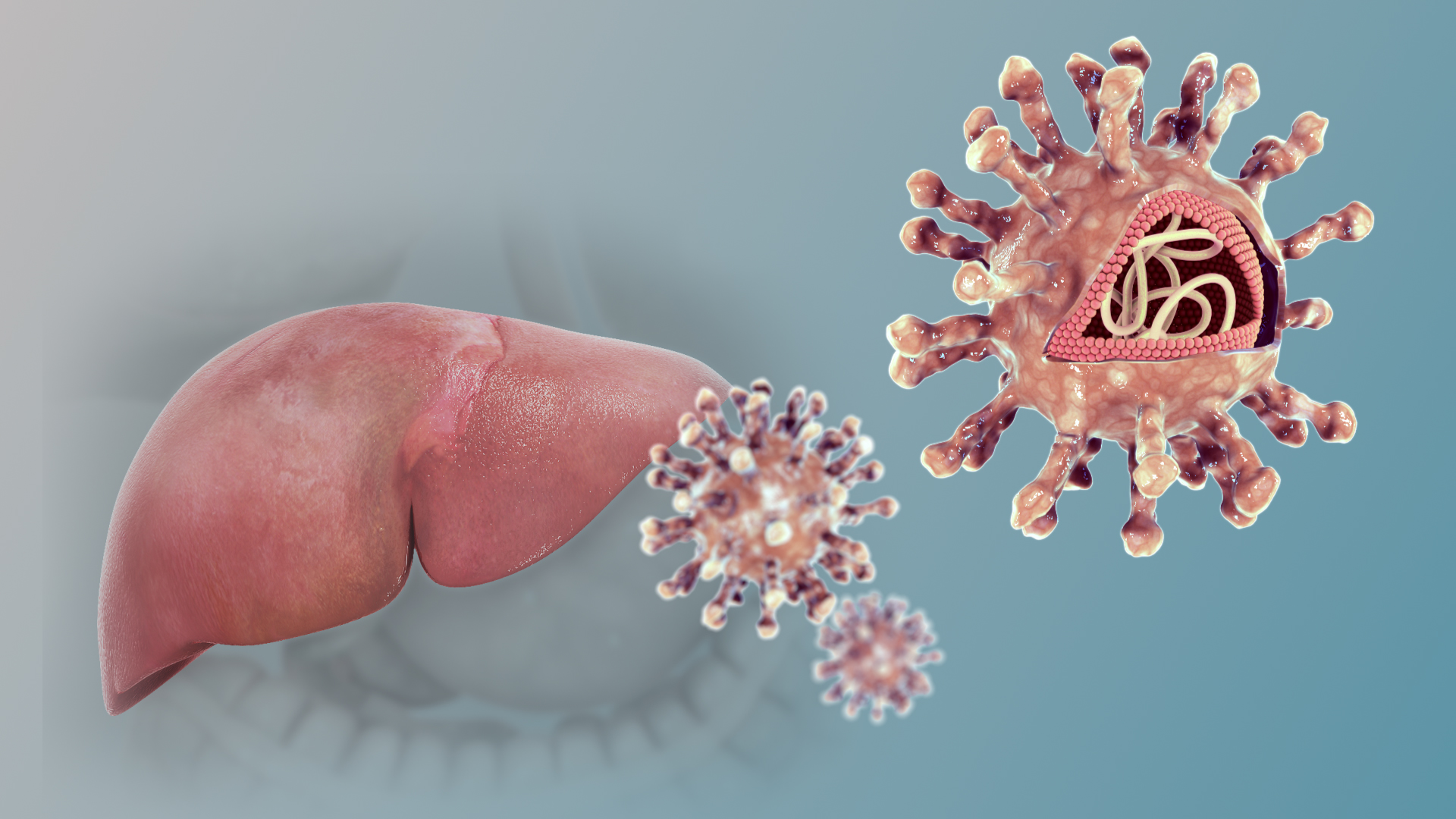
3d-modell av hepatit C-viruset.

Hepatit C-viruset är ett litet, enkelsträngat, positivt sens-RNA-virus med hölje. Det tillhör genuset hepacivirus i familjen Flaviviridae. Det finns huvudsakligen sju genotyper av HCV. Genotyp 1 orsakar 70 % av fallen i USA, genotyp 2 orsakar 20 % och var och en av de andra genotyperna orsakar 1 %.  Genotyp 1 är också den vanligaste i Sydamerika och Europa.

### Överföring
I industriländerna sker överföringen huvudsakligen genom intravenös droganvändning. I utvecklingsländerna sker överföringen huvudsakligen via blodtransfusioner och riskabla medicinska ingrepp. Orsaken till överföringen är okänd i 20 % av fallen, men många av dessa fall beror sannolikt på intravenös droganvändning.

#### Intravenös droganvändning
Intravenös droganvändning utgör en stor riskfaktor för hepatit C i många delar av världen. En undersökning omfattande 77 länder visade att i 25 av dem ligger hepatit C-frekvensen hos de som använder droger intravenöst på mellan 60 och 80 %, inklusive USA och Kina.  I tolv länder är frekvensen högre än 80 %. Så många som tio miljoner av de som använder droger intravenöst infekteras av hepatit C; Kina (1,6 miljoner), USA (1,5 miljoner) och Ryssland (1,3 miljoner) har de högsta antalen. Hepatit C-frekvensen hos fångar i USA är tio till tjugo gånger högre än frekvensen hos den övriga populationen, något som de här studierna tillskriver högriskbeteende som intravenös droganvändning och tatuering med osteril utrustning.

#### Exponering inom hälsovården
Blodtransfusioner, blodprodukter och organtransplantationer utan HCV-screening utgör en signifikant risk för infektion. USA införde allmän screening år 1992. Sedan dess har infektionsfrekvensen minskat från en frekvens på 1 på 200 per enhet blod  till 1 på 10 000 till 10 000 000 per enhet blod.  Det kvarstår en låg risk eftersom det tar omkring 11–70 dagar från det att en potentiell bloddonator som fått hepatit C ger positivt svar i blodtest. En del länder screenar fortfarande inte för hepatit C på grund av kostnaderna.
En person som utsätts för en så kallad nålsticksskada från en person med HCV har en risk på cirka 1,8 % att få sjukdomen. Risken är högre om nålen/sprutan är ihålig och såret går djupt. Det finns en risk om slem exponeras för blod, men den risken är låg och det finns ingen risk om hel hud exponeras för blod.
Sjukhusutrustning överför också hepatit C: återanvändning av nålar och injektionssprutor, injektionsflaskor för flergångsbruk, infusionspåsar och osteril kirurgisk utrustning. Låg standard på vård- och tandläkarinrättningar utgör huvudorsaken till spridning av HCV i Egypten, det land som har den högsta infektionsfrekvensen i världen.

#### Samlag
Huruvida hepatit C kan överföras via sex är okänt. Även om det finns ett samband mellan sexuellt högriskbeteende och hepatit C så är det oklart huruvida sjukdomen överförs på grund av okänd droganvändning eller via sex. Bevisen stöder att det inte finns någon risk för heterosexuella par som inte har sex med andra personer. Sex som innebär mycket skador på det inre ytskiktet av analkanalen, som anal penetration, eller sex då någon av parterna har en sexuellt överförbar infektion, exempelvis HIV eller genitala sår, utgör en risk. Myndigheterna i USA rekommenderar att personer med flera sexpartner alltid använder kondom för att förhindra överföring av hepatit C.

#### Tatuering och kroppspiercing
Tatuering förknippas med en två till tre gånger högre risk för hepatit C. Detta kan bero på osteril utrustning eller att färgen som används är kontaminerad. Det gäller särskilt tatueringar eller kroppspiercingar gjorda före mitten av 1980-talet eller av icke-professionella där steriltekniken kan vara bristfällig. Risken verkar dessutom vara högre för större tatueringar. Nästan hälften av de som sitter i fängelse delar på osteril tatueringsutrustning. Tatueringar som gjorts på en godkänd inrättning kan sällan sättas i direkt samband med HCV-infektion.

#### Blodkontakt
Personliga hygienartiklar, såsom rakblad, tandborstar och manikyr- eller pedikyrutrustning, kan komma i kontakt med blod. Vid delad användning riskerar man att exponeras för HCV. Man bör vara försiktig med skärsår, andra sår eller blödningar. HCV sprids inte vid tillfällig kontakt som kramar och kyssar eller om man använder samma bestick eller köksgeråd.

#### Överföring från mor till barn
Överföring av hepatit C från en infekterad mor till hennes barn förekommer i färre än 10 % av graviditeterna. Det finns inga åtgärder som kan påverka denna risk. Överföringen kan ske under graviditeten och vid förlossningen. Långa förlossningar förknippas med högre överföringsrisk. Det finns inga bevis för att amning sprider HCV; emellertid bör en infekterad mamma undvika amning om bröstvårtorna är spruckna och blöder eller om hon har hög virusmängd i blodet.

## Diagnos

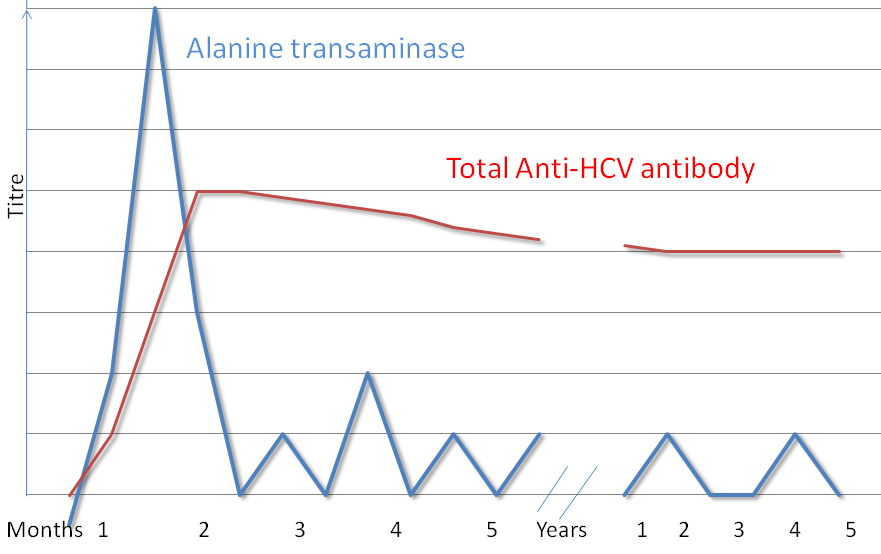
Serologisk bild av en Hepatit C infektion

Diagnostiska metoder för hepatit C involverar: HCV-antikropp, ELISA, Western blot och kvantitativt HCV-RNA. En polymeraskedjereaktion (PCR) kan detektera HCV-RNA en till två veckor efter infektion, medan antikroppar kan ta betydligt längre tid att bildas och upptäckas.
Kronisk hepatit C är en hepatit C-virusinfektion, som varar längre än sex månader baserat på närvaro av dess RNA. Eftersom kroniska infektioner vanligtvis inte ger upphov till några symptom på decennier, upptäcker läkare dem i allmänhet via leverfunktionstester eller vid rutinscreening av högriskpersoner. Testerna skiljer inte mellan akuta och kroniska infektioner.

### Blodtest
Hepatit C-test börjar vanligtvis med blodtester där en enzymimmunoanalys används för att detektera närvaro av antikroppar mot HCV. Om detta test är positivt utförs ett andra test för att bekräfta enzymimmunoanalysen och för att fastställa svårighetsgraden. En rekombinant immunoblotanalys bekräftar enzymimmunoanalysen och en HCV-RNA-polymeraskedjereaktion fastställer svårighetsgraden. Om det inte finns något RNA och immunoblotanalysen ger positivt svar har personen tidigare haft en infektion som försvunnit; antingen med behandling eller spontant. Om immunoblotanalysen ger negativt svar visade enzymimmunoanalysen fel. Det tar sex till åtta veckor från att man infekterats till att en enzymimmunoanalys ger positivt svar.
Leverenzymerna varierar under den första infektionstiden; vanligtvis börjar de stiga omkring sju veckor efter infektionen. Det finns inget större samband mellan leverenzymerna och sjukdomens svårighetsgrad.

### Biopsi
En leverbiopsi kan fastställa hur mycket levern skadats, men ingreppet medför risker. Typiska förändringar som kan upptäckas med en biopsi är lymfocyter i levervävnaden, lymfoida folliklar i portatriaden och förändringar i gallgångarna. Det finns flera blodtest som kan fastställa skadornas omfattning och minska behovet av biopsi.

### Screening
Så få som 5–50 % av de som infekterats i USA och i Kanada är medvetna om det. Test rekommenderas för högriskpersoner, vilket omfattar personer med tatueringar. Screening rekommenderas också för personer med förhöjda leverenzymer, eftersom det ofta är det enda tecknet på kronisk hepatit. Rutinscreening rekommenderas inte i USA.

## Förebyggande åtgärder
År 2011 fanns inget vaccin mot hepatit C. Vacciner håller nu på att utvecklas och några har uppvisat lovande resultat. En kombination av preventiva strategier, som sprutbytesprogram och missbruksbehandling, minskar risken för hepatit C med cirka 75 % hos personer som tar droger intravenöst. Screening av bloddonatorer är viktigt på riksnivå, liksom att man vidtar allmänna försiktighetsåtgärder på vårdinrättningar. I länder där det råder brist på sterila injektionssprutor bör vårdpersonalen hellre ge medicin oralt än via injektion.

## Behandling
HCV ger upphov till kronisk infektion hos 50–80 % av de som infekterats. Omkring 40–80 % av dessa fall klarar sig utan behandling. I sällsynta fall kan infektionen försvinna utan behandling. Personer med kronisk hepatit C bör undvika alkohol och mediciner som är toxiska för levern, och bör vaccineras mot hepatit A och hepatit B. Personer med skrumplever bör genomgå ultraljudsundersökning för levercancer.

### Medicinering
Personer som konstaterats ha HCV-infektion och avvikelser i levern bör söka vård.  Nuvarande standardbehandling är en kombination av pegylerat interferon och det antivirala läkemedlet ribavirin under 24 eller 48 veckor beroende på HCV-typ. Förbättringar ses hos 50–60 % av dem som behandlas. Att kombinera antingen boceprevir eller telaprevir med ribavirin och peginterferon alfa förbättrar den antivirala responsen för hepatit C genotyp 1. Biverkningar vid behandling är vanliga; hälften av de som behandlas får influensaliknande symptom och en tredjedel upplever emotionella problem. Behandling under de första sex månaderna är effektivare än efter att hepatit C blivit kronisk. Om en person utvecklar en ny infektion som inte försvinner efter åtta till tolv veckor, rekommenderas pegylerat interferon under 24 veckor. För personer med talassemi (en blodsjukdom) verkar ribavirin vara användbart, men det ökar behovet av transfusioner.
En modernare och bättre medicinering är med det nya läkemedlet Sofosbuvir, som kan bota människor smittade med hepatit C, HCV, utan biverkningar.
Det är dock dyrt – en tremånadersbehandling med läkemedlet kostar 360.000 kronor – och inte alla Landsting erbjuder ännu så länge (april 2014) Sofosbuvir.
Förespråkare påstår att det finns flera alternativa behandlingar som hjälper mot hepatit C, exempelvis mariatistel, ginseng och kolloidalt silver. Emellertid har ingen alternativ behandling visats förbättra utgången för hepatit C-patienter och det finns inga bevis för att alternativa behandlingar har någon effekt på viruset överhuvudtaget.

## Prognos
Behandlingssvaret varierar beroende på genotyp. Cirka 40–50 % av de personer som har HCV genotyp 1 uppnår ett kvarstående svar efter 48 veckors behandling. Hos personer med HCV genotyperna 2 och 3 uppnår 70–80 % ett kvarstående svar efter 24 veckors behandling. Cirka 65 % av de personer som har genotyp 4 uppnår kvarstående svar efter 48 veckors behandling. Evidensen för behandling vid infektion av genotyp 6 är för närvarande liten och existerande evidens gäller 48 veckors behandling med samma dos som vid infektion av genotyp 1.

## Epidemiologi
| no data <10 10-15 15-20 20-25 25-30 30-35 | 35-40 40-45 45-50 50-75 75–100 >100 |

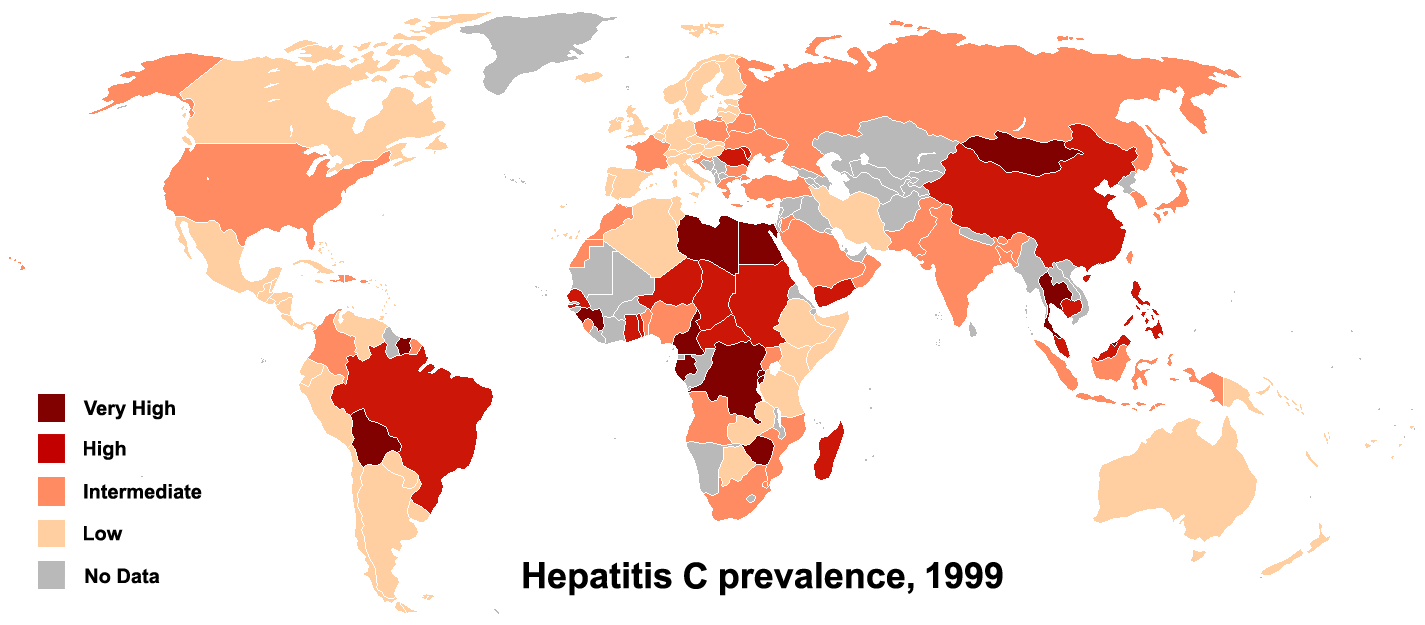
Utbredningen av hepatit C i hela världen år 1999

Funktionsjusterade levnadsår vid hepatit C år 2004 per 100 000 invånare
no data
<10
10-15
15-20
20-25
25-30
30-35
35-40
40-45
45-50
50-75
75–100
>100

Mellan 130 och 170 miljoner människor, eller ~3 % av världsbefolkningen, lever med kronisk hepatit C. Mellan 3 och 4 miljoner människor infekteras årligen och fler än 350 000 människor dör varje år av hepatit C-relaterade sjukdomar. Siffrorna har ökat märkbart under 1900-talet, vilket beror på en kombination av intravenös droganvändning och intravenös medicinering eller osteril medicinsk utrustning.
I USA har cirka 2 % av befolkningen hepatit C och det ökar med 35 000 till 185 000 nya fall varje år. Siffrorna har blivit lägre i västvärlden sedan 1990-talet tack vare att blodscreeningen före transfusioner har förbättrats. Det årliga dödstalet till följd av HCV varierar i USA mellan 8 000 och 10 000. Denna dödsfallsfrekvens väntas bli högre då personer som infekterats vid transfusioner, innan det fanns HCV-tester, blir sjuka och dör.
Infektionsfrekvensen är högre i vissa länder i Afrika och Asien. Länder med mycket hög infektionsfrekvens är bland andra Egypten (22 %), Pakistan (4,8 %) och Kina (3,2 %). De höga siffrorna i Egypten förknippas med en numera avslutad massbehandlingskampanj mot schistosomiasis (snäckfeber), då man använde glassprutor som steriliserats bristfälligt.

## Historia
I mitten av 1970-talet visade Harvey J. Alter, chef för avdelningen för infektionssjukdomar vid Institutionen för transfusionsmedicin vid National Institutes of Health, och hans forskargrupp att de flesta hepatitfallen efter blodtransfusion inte berodde på hepatit A- eller B-virus. Trots denna upptäckt och internationella forskningsansträngningar under det kommande decenniet misslyckades man med att identifiera viruset. År 1987 använde Michael Houghton, Qui-Lim Choo och George Kuo vid Chiron Corporation, tillsammans med Dr D.W. Bradley från Centers for Disease Control and Prevention, en ny metod för molekylär kloning för att identifiera den okända organismen och utveckla ett diagnostiskt test. År 1988 bekräftade Alter viruset genom att påvisa dess förekomst i en panel med prover som varken innehöll hepatit A eller B. I april 1989 publicerades upptäckten av HCV i två artiklar i tidskriften Science. Upptäckten ledde till signifikanta förbättringar beträffande diagnostisering och till förbättrad antiviral behandling. År 2000 förärades Dr Alter och Dr Houghton priset Lasker Award for Clinical Medical Research för "pionjärarbete som lett till upptäckten av det virus som orsakar hepatit C och för utvecklandet av screeningmetoder som minskade risken för hepatit i samband med blodtransfusioner i USA från 30 % år 1970 till praktiskt taget noll år 2000."
Chiron ansökte om flera patent för viruset och tillhörande diagnos. En konkurrerande patentansökan från CDC lades ned år 1990 efter att Chiron betalat 1,9 miljoner dollar till CDC och 337 500 dollar till Bradley. År 1994 stämde Bradley Chiron i ett försök att ogiltigförklara patentet, få sig själv inkluderad som en av uppfinnarna samt få ersättning och royaltyer. Han lade ned stämningsansökan år 1998 efter att ha förlorat i federal appellationsdomstol.

## Samhälle och kultur
World Hepatitis Alliance arrangerar Världshepatitdagen (World Hepatitis Day) varje år den 28 juli. De ekonomiska kostnader som hepatit C medför är märkbara, både för individen och för samhället. I USA uppskattades den genomsnittliga livstidskostnaden för sjukdomen till 33 407 USD år 2003, med kostnader för levertransplantation på omkring 200 000 USD år 2011. I Kanada var kostnaden för en kur med antiviral behandling så hög som 30 000 CAD år 2003, medan kostnaden i USA var mellan 9 200 och 17 600 USD år 1998. I många delar av världen har människor inte råd med antiviral behandling eftersom de inte har någon försäkring eller på grund av att den försäkring de har inte täcker antiviral behandling.

## Forskning
År 2011 stod omkring hundra mediciner mot hepatit C under utveckling. Dessa mediciner inkluderar bl.a. vaccin för hepatitbehandling, immunmodulerande medel och cyklofilinhämmare. Dessa potentiellt nya behandlingar har kunnat utvecklas tack vare en bättre förståelse för hepatit C-viruset.